# Соледад де Грасијано Санчез
Соледад де Грасијано Санчез (шп. Soledad de Graciano Sánchez) је град у Мексику у савезној држави Сан Луис Потоси. Према процени из 2005. у граду је живело 215.968 становника.

## Становништво
Према подацима са пописа становништва из 2010. године, град је имао 267.839 становника.
| 1990.   | 1995.   | 2000.   | 2005.   | 2010.   |
| ------- | ------- | ------- | ------- | ------- |
| 123.943 | 147.188 | 169.574 | 215.968 | 267.839 |